# George Stephanopoulos

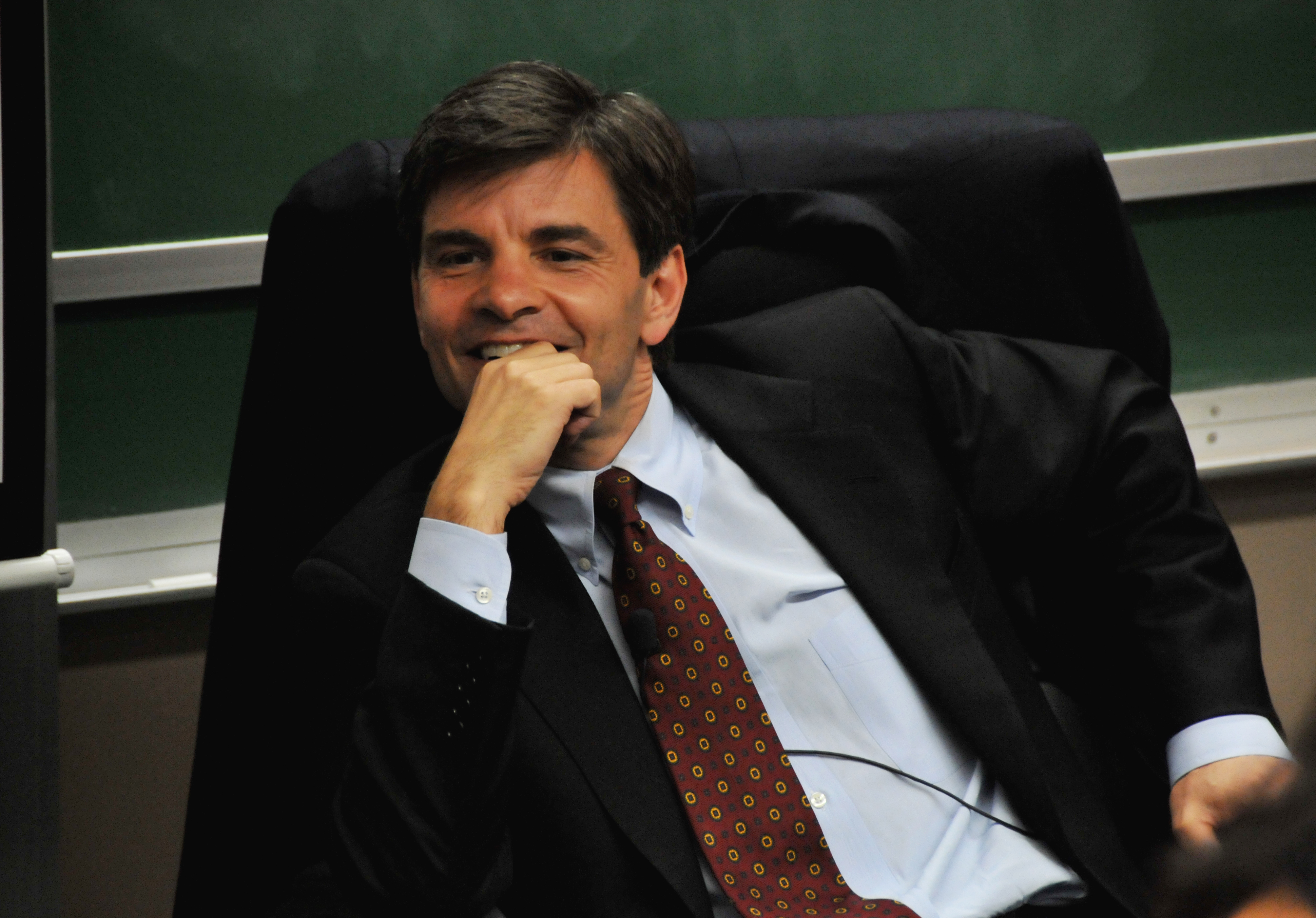
Stephanopoulos an der Tulane University im April 2009

George Robert Stephanopoulos (* 10. Februar 1961 in Fall River, Massachusetts) ist ein amerikanischer Journalist und Politikberater. Als Nachfolger von Diane Sawyer ist er Hauptmoderator der ABC News.
Bekannt wurde Stephanopoulos als Kommunikationsdirektor des Präsidentschaftskandidaten Bill Clinton im Wahlkampf 1992. Nach Clintons Wahlsieg wurde Stephanopoulos „White House Communications Director“ und später Berater für Politik und Strategie. Im Dezember 1996 verließ er den Regierungsdienst. Er ist Mitglied des Council on Foreign Relations.

## Leben
Stephanopoulos hat griechische Wurzeln. Sein Vater war als Priester für die Griechisch-orthodoxe Kirche in New York City tätig und seine Mutter war lange Zeit Leiterin der landesweiten Nachrichtenagentur der Greek Orthodox Archdiocese of America.
Stephanopoulos besuchte die Orange High School in Pepper Pike, einem wohlhabenden Vorort von Cleveland. An der Columbia University studierte er Politikwissenschaft, erhielt ein Harry S. Truman Scholarship und war bei seinem Abschluss (Bachelor 1982) der Zweitbeste seines Jahrgangs. 
2001 heiratete er die Schauspielerin Alexandra Wentworth. Die beiden haben zwei Töchter; die Familie lebt in Manhattan. 2013 spielte er sich selbst in der TV-Serie House of Cards.

### Spenden an die Clinton Foundation
2012, 2013 und 2014 spendete Stephanopoulos der Clinton Foundation je $25.000, informierte darüber jedoch nicht seinen Arbeitgeber ABC News. Nachdem Politico die Spenden im Mai 2015 thematisiert hatte, erklärte Stephanopoulos, die Stiftung habe seine Spenden gemeldet und das habe er für ausreichend gehalten. Im Monat zuvor hatte Stephanopoulos als Gast von Jon Stewart in The Daily Show erklärt, wenn man der Clinton Foundation Geld gebe, dann wisse jeder, dass damit die Hoffnung verbunden sei, es würde sich irgendwie auszahlen.